# Riberada d’Avall
Riberada d’Avall – opuszczona miejscowość w Hiszpanii, w Katalonii, w prowincji Girona, w comarce Alt Empordà, w gminie Sant Llorenç de la Muga.
Według danych INE i IDESCAT w latach 2000–2000 w miejscowości nie mieszkała ani jedna osoba. 